# Exzellenzcluster Normative Orders
Der Exzellenzcluster 243 Die Herausbildung normativer Ordnungen (engl. „The Formation of Normative Orders“), kurz Normative Orders, ist ein Forschungsnetzwerk, das von Ende 2007 bis 2019 im Rahmen der Exzellenzinitiative des Bundes und der Länder gefördert wurde. Aus dem Exzellenzcluster ging der Forschungsverbund „Normative Ordnungen“ der Goethe-Universität Frankfurt hervor.

## Organisation und Forschungsschwerpunkte
Am Exzellenzcluster an der Johann-Wolfgang-Goethe-Universität Frankfurt am Main beteiligen sich folgende Partnerinstitutionen: Frobenius-Institut (Frankfurt am Main), Peace Research Institute Frankfurt – Leibniz-Institut für Friedens- und Konfliktforschung (Frankfurt am Main), Institut für Sozialforschung (Frankfurt am Main), Max-Planck-Institut für ausländisches öffentliches Recht und Völkerrecht (Heidelberg), Max-Planck-Institut für europäische Rechtsgeschichte (Frankfurt am Main), Point Sud, Centre for Research on Local Knowledge (Bamako, Mali) und Technische Universität Darmstadt.
Die im Exzellenzcluster versammelten Geistes- und Sozialwissenschaftler machen es sich zur Aufgabe, die gegenwärtigen sozialen Auseinandersetzungen – etwa um eine gerechte Ordnung der Gesellschaft in Zeiten der „Globalisierung“ – zu analysieren. Der Blick wird dabei vor allem auf die normativen Vorstellungen gerichtet, die bei derartigen Prozessen und Konflikten eine Rolle spielen.
Am Exzellenzcluster beteiligen sich Forscher aus den Bereichen Philosophie, Geschichtswissenschaft, Politikwissenschaft, Rechtswissenschaft, Ethnologie, Soziologie, Religionswissenschaft und Ökonomie. Die Forschung ist in drei miteinander vernetzten Forschungsfeldern organisiert, die sich mit den konzeptuellen Grundlagen (insbesondere den Begriffen der Normativität und des Rechtfertigungsnarrativs) sowie der Dynamik und der Pluralität normativer Ordnungen befassen.

## Sprecher
Sprecher des Clusters waren Klaus Günther (Professur für Rechtstheorie, Strafrecht und Strafprozessrecht) und Rainer Forst (Professur für Politische Theorie und Philosophie).

## Veranstaltungen
Der Cluster organisierte eine Vielzahl wissenschaftlicher Veranstaltungen. Dazu gehörten unter anderem die Jahreskonferenzen, die Ringvorlesungen und die Frankfurt Lectures sowie die Nachwuchskonferenzen.
Daneben richtete sich der Cluster mit einigen Veranstaltungsreihen, vor allem mit dem Frankfurter Stadtgespräch, an die interessierte Öffentlichkeit. Dieses wird an verschiedenen Orten, die in Frankfurt am Main außerhalb der Universität gelegen sind, durchgeführt, insbesondere in Zusammenarbeit mit dem Frankfurter Kunstverein. Gäste (in zeitlicher Folge): Tom Koenigs, Feridun Zaimoglu, Juliane Rebentisch, Thea Dorn, Erhard Eppler, Hans Christoph Binswanger und Toni Föllmi, Sebastian Schipper, Joachim Gauck, Carl Hegemann, Markus Beckedahl, Hoda Salah, Tanja Gönner, Christopher Clark, Ute Frevert, Stephan Steinlein, Armin von Bogdandy, Rita Süssmuth, Stefan Sagmeister und Mouhanad Khorchide.
Seit 2018 beteiligte sich der Cluster an den Römerberggesprächen.

## Weitere Entwicklung
Nachdem der Antrag an die DFG zur Fortführung des Clusters Ende September 2017 nicht angenommen worden war, hatten zahlreiche Sozial- und Geisteswissenschaftler ihre Unterstützung für den Cluster bekundet, insbesondere in einem offenen Brief, der im November 2017 veröffentlicht wurde. Das Land Hessen hatte daraufhin zugesagt, den Fortbestand des Projekts sicherzustellen. Der Cluster diskutiert seitdem, wie man sich organisatorisch und inhaltlich weiterentwickeln wolle. Die Zeit resümierte im Dezember 2017 in einer hintergründigen Reportage über die Bewerbung um weitere Leistungen den Ausgang des gescheiterten Förderverfahrens mit den Worten, die Universität Frankfurt habe „alles richtig gemacht und ist trotzdem gescheitert.“ Die Versagung der weiteren Förderung habe Zweifel an der Exzellenzinitiative als Fördermodell für die Wissenschaft genährt: diese habe sich als „grundfalsch und goldrichtig zugleich“ erwiesen.

## Publikationen
Ein Bericht über die erste Förderperiode des Clusters in den Jahren 2007 bis 2012 wurde im Mai 2012 vorgelegt.
Die Frankfurt Lectures werden bei Suhrkamp publiziert.
Darüber hinaus gibt der Cluster eine Working-Paper-Reihe heraus.
Im Campus Verlag erscheint die Cluster-Schriftenreihe Normative Orders.